# Liste der Kulturdenkmale in Ruhla
Die Liste der Kulturdenkmale in Ruhla enthält die denkmalgeschützten Kulturdenkmale auf dem Gebiet der Stadt Ruhla im Wartburgkreis in Thüringen. Diese Kulturdenkmale sind in der Denkmalliste der Stadt Ruhla eingetragen; Grundlage für die Aufnahme ist das Thüringer Denkmalschutzgesetz (ThürDSchG).

## Legende
- Bild: zeigt ein Bild des Kulturdenkmals und gegebenenfalls einen Link zu weiteren Fotos des Kulturdenkmals im Medienarchiv Wikimedia Commons
- Bezeichnung: Name, Bezeichnung oder die Art des Kulturdenkmals
- Lage: Wenn vorhanden Straßenname und Hausnummer des Kulturdenkmals; Grundsortierung der Liste erfolgt nach dieser Adresse. Der Link Karte führt zu verschiedenen Kartendarstellungen und nennt die Koordinaten des Kulturdenkmals.
 Kartenansicht, um Koordinaten zu setzen – in dieser Kartenansicht sind Kulturdenkmale ohne Koordinaten mit einem roten bzw. orangen Marker dargestellt und können in der Karte gesetzt werden. Kulturdenkmale ohne Bild sind mit einem blauen bzw. roten Marker gekennzeichnet, Kulturdenkmale mit Bild mit einem grünen bzw. orangen Marker.
- Datierung: gibt das Jahr der Fertigstellung beziehungsweise das Datum der Erstnennung oder den Zeitraum der Errichtung an
- Beschreibung: bauliche und geschichtliche Einzelheiten des Kulturdenkmals, vorzugsweise die Denkmaleigenschaften
- ID: Die ID identifiziert das Kulturdenkmal eindeutig. In Thüringen sind aktuell keine IDs veröffentlicht. In der ID-Spalte kann sich auch folgendes Icon  befinden, dies führt zu Angaben zu diesem Kulturdenkmal bei Wikidata.

## Ensembles
| Bild | Bezeichnung                          | Lage | Datierung | Beschreibung | ID |
| --- | ------------------------------------ | --- | --------- | ------------ | -- |
| [[Vorlage:Bilderwunsch/code!/O:!/C:50.892574,10.366046!/D:Alexander-Puschkin-Straße komplett; Am Teichhof 1-3; An der Gottesgabe 4; Bermbachtal 1-5, 5a, 6-8, 8a, 9-14, 14a, 15, 16, 16a, 17, 19, 21-25, 27, 29, 30; Breitenbergstraße 2a, 8; Carl-Gareis-Straße 1, 2, 4-7, 9, 16, 18, 20, 21, 21a, 22, 23, 25, 27, 29, 31, 33; Dornsengasse 1, 1a, 2a, 3-6, 8-10, 12, 13, 13a, 14-16, 19, 21, 23, 25; Dornsenplatz 2, 4; Gartenstraße o. Nr.; In der Ecke komplett; Karolinenstraße 1, 1a, 2, 2a, 3-19, 21, 23, 25, 27, 29, 31, 31a, 33, 35, 37, 39, 41, 43; Kleine Gasse komplett; Köhlergasse komplett; Krumme Wiesengasse komplett; Marienstraße 1-6, 6a, 7, 11, 13-21, 23-26, 28-30, 30a, 32, 34, 44, 46, 48, 48a, 50; Neuer Markt komplett; Obere Lindenstraße 1a, 3, 4, 6-8, 8a, 12, 14, 16, 18, 20, 22, 24, 25, 25a, 27-34, 36, 38, 40-42; Poststraße komplett; Untere Lindenstraße komplett; Wiesenstraße 1, 1a, 3, 3a, 4-6, 6a, 6b, 7, 8, 8a, 10, 11, 13, 15, 17, 19, 21, 23, 25, Ensemble Historischer Ortskern Ruhla!/\|BW]] | Ensemble Historischer Ortskern Ruhla | Ruhla, Alexander-Puschkin-Straße komplett; Am Teichhof 1-3; An der Gottesgabe 4; Bermbachtal 1-5, 5a, 6-8, 8a, 9-14, 14a, 15, 16, 16a, 17, 19, 21-25, 27, 29, 30; Breitenbergstraße 2a, 8; Carl-Gareis-Straße 1, 2, 4-7, 9, 16, 18, 20, 21, 21a, 22, 23, 25, 27, 29, 31, 33; Dornsengasse 1, 1a, 2a, 3-6, 8-10, 12, 13, 13a, 14-16, 19, 21, 23, 25; Dornsenplatz 2, 4; Gartenstraße o. Nr.; In der Ecke komplett; Karolinenstraße 1, 1a, 2, 2a, 3-19, 21, 23, 25, 27, 29, 31, 31a, 33, 35, 37, 39, 41, 43; Kleine Gasse komplett; Köhlergasse komplett; Krumme Wiesengasse komplett; Marienstraße 1-6, 6a, 7, 11, 13-21, 23-26, 28-30, 30a, 32, 34, 44, 46, 48, 48a, 50; Neuer Markt komplett; Obere Lindenstraße 1a, 3, 4, 6-8, 8a, 12, 14, 16, 18, 20, 22, 24, 25, 25a, 27-34, 36, 38, 40-42; Poststraße komplett; Untere Lindenstraße komplett; Wiesenstraße 1, 1a, 3, 3a, 4-6, 6a, 6b, 7, 8, 8a, 10, 11, 13, 15, 17, 19, 21, 23, 25 (Karte) |           |              |    |
| BW | Ensemble Alexander-Puschkin-Straße   | Ruhla, Alexander-Puschkin-Straße 4, 5, 6, 7, 8, 9, 10, 11, 12, 14, 16 (Karte) |           |              |    |
| BW | Ensemble Häusergruppe Dornsengasse   | Ruhla, Dornsengasse 20, 22, 24 (Karte) |           |              |    |
| BW | Ensemble Häusergruppe Wiesenstraße   | Ruhla, Wiesenstraße 29, 31 (Karte) |           |              |    |
| BW | Häuserzeile                          | Kittelsthal, Im Unterland 1, 2, 3, 5, 6, 7, 8, 9, 10, 12, 14 (Karte) |           |              |    |

## Einzeldenkmale

### Ruhla
| Bild                                    | Bezeichnung                                              | Lage                                                                                   | Datierung | Beschreibung | ID   |
| --------------------------------------- | -------------------------------------------------------- | -------------------------------------------------------------------------------------- | --------- | --- | ---- |
| weitere Bilder Fotos hochladen          | Wohnhaus                                                 | Ruhla, Altensteiner Straße 1 (Karte)                                                   |           | | 901  |
| weitere Bilder Fotos hochladen          | Wohnsiedlung                                             | Ruhla, Altensteiner Straße 16, 18, 20, 22, 24, 26, 28, 28a (Karte)                     |           | 1926 bis 1928 nach Plänen des Bauhaus-Architekten Thilo Schoder errichtet | 902  |
| Fotos hochladen                         | Villa                                                    | Ruhla, Am Bermberg 1 (Karte)                                                           |           | | 903  |
| BW                                      | Villa                                                    | Ruhla, Am Bermberg 11 (Karte)                                                          |           | |      |
| Fotos hochladen                         | Wohnhaus                                                 | Ruhla, Am Stadtwald 15, 17 (Karte)                                                     |           | | 2624 |
| BW                                      | Stützmauer                                               | Ruhla, Am Stadtwald 15, 17 (Karte)                                                     |           | | 2624 |
| BW                                      | Einfriedung                                              | Ruhla, Am Stadtwald 15, 17 (Karte)                                                     |           | | 2624 |
| weitere Bilder Fotos hochladen          | Evangelische Concordiakirche, St. Concordia              | Ruhla, An der Gottesgabe 1 (Karte)                                                     |           | mit Ausstattung | 1344 |
| BW                                      | Kirchhofmauer                                            | Ruhla, An der Gottesgabe 1 (Karte)                                                     |           | | 1344 |
| BW                                      | Tor                                                      | Ruhla, An der Gottesgabe 1 (Karte)                                                     |           | | 1344 |
| Direkt Bild zu diesem Denkmal hochladen | Grabsteine                                               | Ruhla, An der Gottesgabe 1                                                             |           | | 1344 |
| BW                                      | Leichenhalle                                             | Ruhla, An der Gottesgabe 1 (Karte)                                                     |           | | 1344 |
| weitere Bilder Fotos hochladen          | Ehemaliges Kulturhaus                                    | Ruhla, Bahnhofstraße 1, 1a (Karte)                                                     |           | früheres Kulturhaus des VEB Uhrenwerke Ruhla; erbaut 1951 im Zuge der Erweiterung der Uhrenwerke; gilt als „eines der wenigen Beispiele von Kulturhausbauten, das die klassische Vorkriegsmoderne in die sehr junge DDR transportierte“. | 2625 |
| weitere Bilder Fotos hochladen          | Wohnhaus                                                 | Ruhla, Bahnhofstraße 3 (Karte)                                                         |           | Wohnhaus, lange Zeit zum Uhrenwerk Ruhla gehörig | 908  |
| Fotos hochladen                         |                                                          | Ruhla, Bahnhofstraße 27 (Karte)                                                        |           | sechsgeschossiger Stahlbetonskelettbau mit Klinkerverkleidung, ehemals Gebäude I (Verwaltungsgebäude) und Gebäude III (Galvanik) des VEB Uhrenwerke Ruhla; erbaut 1929 nach Entwürfen des Architekturbüros Schreiter & Schlag            | 909  |
| weitere Bilder Fotos hochladen          | Albert-Schweitzer-Gymnasium                              | Ruhla, Bermbachtal 24 (Karte)                                                          |           | heutiges Hauptgebäude des Albert-Schweitzer-Gymnasiums Ruhla | 911  |
| weitere Bilder Fotos hochladen          | Albert-Schweitzer-Gymnasium, ehemals Forstschule         | Ruhla, Bermbachtal 27 (Karte)                                                          |           | Erbaut als herzogliches Forsthaus, wurde das Gebäude ab 1754 als Kurhaus des Ruhlaer Bades genutzt; heute Teil des Albert-Schweitzer-Gymnasiums Ruhla.                                                                                   | 912  |
| weitere Bilder Fotos hochladen          | Stadtbad                                                 | Ruhla, Bermbachtal 30 (Karte)                                                          |           | ehemaliges Stadtbad; 1924–1926 als Ersatz des alten Badehauses errichtet. | 913  |
| weitere Bilder Fotos hochladen          | Villa                                                    | Ruhla, Bermbachtal 34 (Karte)                                                          |           | | 914  |
| BW                                      | Remise                                                   | Ruhla, Bermbachtal 34 (Karte)                                                          |           | | 914  |
| weitere Bilder Fotos hochladen          | Wohnhaus, ehemals Oberförsterei                          | Ruhla, Bermbachtal 36 (Karte)                                                          |           | | 916  |
| BW                                      | Wohnhaus                                                 | Ruhla, Breitenbergstraße 2 (Karte)                                                     |           | |      |
| weitere Bilder Fotos hochladen          | Rathaus, ehemals Metallwarenfabrik Thiel und Bardenheuer | Ruhla, Carl-Gareis-Straße 16, 18 (Karte)                                               |           | Ensemble aus früherem Verwaltungsgebäude und früherem Produktionsgebäude der Fa. Thiel und Bardenheuer; erbaut um 1880, 1996/97 Umbau zum Wohn- und Geschäftshaus; seitdem Nutzung als Rathaus                                           | 918  |
| weitere Bilder Fotos hochladen          | Wohn- und Geschäftshaus                                  | Ruhla, Carl-Gareis-Straße 27 (Karte)                                                   |           | | 919  |
| weitere Bilder Fotos hochladen          |                                                          | Ruhla, Carl-Gareis-Straße 29 (Karte)                                                   |           | aus der Denkmalliste als Einzeldenkmal gestrichen (Stand: 13. Februar 2025) | 920  |
| weitere Bilder Fotos hochladen          |                                                          | Ruhla, Carl-Gareis-Straße 31 (Karte)                                                   |           | | 921  |
| weitere Bilder Fotos hochladen          | Wohnhaus                                                 | Ruhla, Dornsenberg 2 (Karte)                                                           |           | | 905  |
| weitere Bilder Fotos hochladen          | Wohnhaus                                                 | Ruhla, Dornsenberg 4 (Karte)                                                           |           | | 906  |
| weitere Bilder Fotos hochladen          | Ensemble                                                 | Ruhla, Dornsengasse 20 (Karte)                                                         |           | (Luxenkoppe) | 923  |
| weitere Bilder Fotos hochladen          | Ensemble                                                 | Ruhla, Dornsengasse 22 (Karte)                                                         |           | (Luxenkoppe) | 923  |
| weitere Bilder Fotos hochladen          | Ensemble                                                 | Ruhla, Dornsengasse 24 (Karte)                                                         |           | (Luxenkoppe) | 923  |
| weitere Bilder Fotos hochladen          |                                                          | Ruhla, Dornsenplatz 14 (12) (Karte)                                                    |           | | 925  |
| Fotos hochladen                         | Wohnhaus                                                 | Ruhla, Forststraße 84 (Karte)                                                          |           | | 926  |
| weitere Bilder Fotos hochladen          | sogenannte Weiße Villa                                   | Ruhla, Geschwister-Scholl-Straße 2 (Karte)                                             |           | | 927  |
| weitere Bilder Fotos hochladen          | Wohnhaus                                                 | Ruhla, In der Ecke 1 (Karte)                                                           |           | mit Innenausstattung | 928  |
| weitere Bilder Fotos hochladen          | Wohnhaus                                                 | Ruhla, Karolinenstraße 1 (Karte)                                                       |           | | 930  |
| weitere Bilder Fotos hochladen          | Wohnhaus                                                 | Ruhla, Karolinenstraße 3 (Karte)                                                       |           | aus der Denkmalliste als Einzeldenkmal gestrichen (Stand: 13. Februar 2025) | 931  |
| weitere Bilder Fotos hochladen          |                                                          | Ruhla, Karolinenstraße 23 (Karte)                                                      |           | aus der Denkmalliste als Einzeldenkmal gestrichen (Stand: 13. Februar 2025) | 932  |
| weitere Bilder Fotos hochladen          |                                                          | Ruhla, Karolinenstraße 25 (Karte)                                                      |           | aus der Denkmalliste als Einzeldenkmal gestrichen (Stand: 13. Februar 2025) | 932  |
| weitere Bilder Fotos hochladen          | Wohnhaus                                                 | Ruhla, Karolinenstraße 65 (Karte)                                                      |           | | 933  |
| weitere Bilder Fotos hochladen          | Fuhrmannsgasthaus Zur Rose                               | Ruhla, Karolinenstraße 79 (Karte)                                                      |           | | 934  |
| weitere Bilder Fotos hochladen          | Wohnhaus                                                 | Ruhla, Kleine Gasse 3 (Karte)                                                          |           | | 929  |
| weitere Bilder Fotos hochladen          | Breitenbergschule, staatliche Grundschule                | Ruhla, Köhlergasse 4 (Karte)                                                           |           | | 937  |
| weitere Bilder Fotos hochladen          | Breitenbergschule, staatliche Grundschule                | Ruhla, Köhlergasse 6 (Karte)                                                           |           | | 938  |
| Fotos hochladen                         | Wohnhaus                                                 | Ruhla, Köhlergasse 12 (Karte)                                                          |           | | 939  |
| weitere Bilder Fotos hochladen          | Wohn- und Geschäftshaus                                  | Ruhla, Köhlergasse 17 (Karte)                                                          |           | | 940  |
| weitere Bilder Fotos hochladen          |                                                          | Ruhla, Köhlergasse 18 (Karte)                                                          |           | aus der Denkmalliste als Einzeldenkmal gestrichen (Stand: 13. Februar 2025) | 941  |
| weitere Bilder Fotos hochladen          | Wohnhaus                                                 | Ruhla, Köhlergasse 22 (Karte)                                                          |           | | 942  |
| weitere Bilder Fotos hochladen          | Wohnhaus                                                 | Ruhla, Köhlergasse 26 (Karte)                                                          |           | | 943  |
| weitere Bilder Fotos hochladen          | Villa                                                    | Ruhla, Köhlergasse 30 (Karte)                                                          |           | | 945  |
| weitere Bilder Fotos hochladen          | Wohnhaus                                                 | Ruhla, Köhlergasse 40 (Karte)                                                          |           | | 947  |
| weitere Bilder Fotos hochladen          | Wohnhaus                                                 | Ruhla, Köhlergasse 41 (Karte)                                                          |           | | 948  |
| weitere Bilder Fotos hochladen          | Evangelische Kirche St. Trinitatis                       | Ruhla, Köhlergasse 42 (Karte)                                                          |           | mit Ausstattung | 1343 |
| BW                                      | Kirchhofmauer                                            | Ruhla, Köhlergasse 42 (Karte)                                                          |           | mit Ausstattung | 1343 |
| BW                                      | Friedhof                                                 | Ruhla, Köhlergasse 42 (Karte)                                                          |           | mit Ausstattung | 1343 |
| Direkt Bild zu diesem Denkmal hochladen | Grabanlagen                                              | Ruhla, Köhlergasse 42                                                                  |           | mit Ausstattung | 1343 |
| weitere Bilder Fotos hochladen          | Pfarrhaus                                                | Ruhla, Köhlergasse 44 (Karte)                                                          |           | | 949  |
| weitere Bilder Fotos hochladen          | Wohnhaus                                                 | Ruhla, Köhlergasse 45 (Karte)                                                          |           | 1825 errichtetes Schulgebäude – es war nur für den Ütterodtschen Herrschaftsteil in Ruhla bestimmt. | 950  |
| weitere Bilder Fotos hochladen          | Wohnhaus                                                 | Ruhla, Köhlergasse 59 (Karte)                                                          |           | | 952  |
| weitere Bilder Fotos hochladen          | Wohnhaus                                                 | Ruhla, Köhlergasse 68 (Karte)                                                          |           | | 953  |
| weitere Bilder Fotos hochladen          | Wohnhaus                                                 | Ruhla, Köhlergasse 72 (Karte)                                                          |           | | 954  |
| weitere Bilder Fotos hochladen          |                                                          | Ruhla, Köhlergasse 74 (Karte)                                                          |           | | 955  |
| weitere Bilder Fotos hochladen          | Wohnhaus                                                 | Ruhla, Krumme Wiesengasse 21 (Karte)                                                   |           | | 956  |
| weitere Bilder Fotos hochladen          | Wohnhaus                                                 | Ruhla, Krumme Wiesengasse 25 (Karte)                                                   |           | mit Stuckdecke | 957  |
| weitere Bilder Fotos hochladen          | Villa Schlothauer                                        | Ruhla, Liesenstraße 8 (Karte)                                                          |           | mit Ausstattung | 958  |
| Direkt Bild zu diesem Denkmal hochladen | Wagenremise                                              | Ruhla, Liesenstraße 8                                                                  |           | | 958  |
| Direkt Bild zu diesem Denkmal hochladen | Einfriedung                                              | Ruhla, Liesenstraße 8                                                                  |           | | 958  |
| Direkt Bild zu diesem Denkmal hochladen | Freifläche                                               | Ruhla, Liesenstraße 8                                                                  |           | | 958  |
| weitere Bilder Fotos hochladen          | Wohnhaus                                                 | Ruhla, Marienstraße 1 (Karte)                                                          |           | | 959  |
| weitere Bilder Fotos hochladen          |                                                          | Ruhla, Marienstraße 2 (Karte)                                                          |           | | 960  |
| Fotos hochladen                         | Wohnhaus, Tourist Information                            | Ruhla, Neuer Markt 1 (Karte)                                                           |           | | 2637 |
| weitere Bilder Fotos hochladen          | Heimatmuseum                                             | Ruhla, Obere Lindenstraße 29, 31 (Karte)                                               |           | | 961  |
| weitere Bilder Fotos hochladen          | Posthalterei und Gasthaus Blaue Traube                   | Ruhla, Untere Lindenstraße 11 (Karte)                                                  |           | | 963  |
| weitere Bilder Fotos hochladen          | Wohn- und Geschäftshaus                                  | Ruhla, Untere Lindenstraße 23 (Karte)                                                  |           | | 964  |
| weitere Bilder Fotos hochladen          | Wohnhaus                                                 | Ruhla, Untere Lindenstraße 27 (Karte)                                                  |           | | 965  |
| weitere Bilder Fotos hochladen          | Wohn- und Geschäftshaus                                  | Ruhla, Untere Lindenstraße 30 (Karte)                                                  |           | | 966  |
| weitere Bilder Fotos hochladen          | Wohnhaus                                                 | Ruhla, Wiesenstraße 1 (Karte)                                                          |           | | 968  |
| weitere Bilder Fotos hochladen          | Alte Post                                                | Ruhla, Wiesenstraße 10 (Karte)                                                         |           | ehemaliges Postamt; erbaut 1927–1928 | 968  |
| weitere Bilder Fotos hochladen          | Aussichtsturm Carl-Alexander-Turm                        | Waldflur, auf dem Ringberg (Karte)                                                     |           | | 899  |
| Fotos hochladen                         | Dichterhain                                              | Ruhla, Waldflur südlicher Bermer, oberhalb Straße Am Bermberg und Gartenstraße (Karte) |           | | 922  |

### Heiligenstein
| Bild | Bezeichnung                                           | Lage                                          | Datierung | Beschreibung    | ID |
| ---- | ----------------------------------------------------- | --------------------------------------------- | --------- | --------------- | -- |
| BW   | Wanderherberge                                        | Heiligenstein, Aue 2 (Karte)                  |           |                 |    |
| BW   | Wohnhaus                                              | Heiligenstein, Aue 9 (Karte)                  |           |                 |    |
| BW   | Kirche, ehemals Klosterkirche des Wilhelmiterklosters | Heiligenstein, Ruhlaer Straße 13a (Karte)     |           | mit Ausstattung |    |
| BW   | Steinkreuz                                            | Heiligenstein, Ruhlaer Straße 13a (Karte)     |           |                 |    |
| BW   | Wohnhaus, sogenanntes Schweizer Haus                  | Heiligenstein, Ruhlaer Straße 19 (Karte)      |           |                 |    |
| BW   | Villa Lindenfels                                      | Heiligenstein, Ruhlaer Straße 20, 20a (Karte) |           |                 |    |
| BW   | parkartige Freifläche                                 | Heiligenstein, Ruhlaer Straße 20, 20a (Karte) |           |                 |    |
| BW   | Einfriedung                                           | Heiligenstein, Ruhlaer Straße 20, 20a (Karte) |           |                 |    |

### Kittelsthal
| Bild | Bezeichnung                            | Lage                                                      | Datierung | Beschreibung    | ID |
| ---- | -------------------------------------- | --------------------------------------------------------- | --------- | --------------- | -- |
| BW   | Evangelisch-lutherische Friedenskirche | Kittelsthal, Hauptstraße (Karte)                          |           | mit Ausstattung |    |
| BW   | Kirchhof                               | Kittelsthal, Hauptstraße (Karte)                          |           |                 |    |
| BW   | Treppe                                 | Kittelsthal, Hauptstraße (Karte)                          |           |                 |    |
| BW   | Stützmauer                             | Kittelsthal, Hauptstraße (Karte)                          |           |                 |    |
| BW   | Gefallenendenkmal                      | Kittelsthal, Hauptstraße o. Nr., auf dem Friedhof (Karte) |           |                 |    |
| BW   | Wohnhaus                               | Kittelsthal, Hauptstraße 37 (Karte)                       |           |                 |    |
| BW   | Wohnhaus                               | Kittelsthal, Im Unterland 2 (Karte)                       |           |                 |    |
| BW   | Wohnhaus                               | Kittelsthal, Im Unterland 5 (Karte)                       |           |                 |    |
| BW   | Torbau                                 | Kittelsthal, Im Unterland 5 (Karte)                       |           |                 |    |

### Thal
| Bild | Bezeichnung                          | Lage                                                  | Datierung | Beschreibung | ID |
| ---- | ------------------------------------ | ----------------------------------------------------- | --------- | ------------ | -- |
| BW   | Herrenhaus (jetzt Rathaus)           | Thal, Am Park 18 (Karte)                              |           |              |    |
| BW   | Post (jetzt Wohnhaus)                | Thal, Am Park 33 (Karte)                              |           |              |    |
| BW   | Burgruine Scharfenburg               | Thal, Auf dem Scharfenberg o. Nr. (Karte)             |           |              |    |
| BW   | Forsthaus (jetzt Gemeindeverwaltung) | Thal, Dorfstraße 1 (Karte)                            |           |              |    |
| BW   | Villa                                | Thal, Dorfstraße 11 (Karte)                           |           |              |    |
| BW   | Wohnhaus                             | Thal, Dorfstraße 39 (Karte)                           |           |              |    |
| BW   | Wohnhaus                             | Thal, Dorfstraße 40 (Karte)                           |           |              |    |
| BW   | Kapelle                              | Thal, Friedhofstraße o. Nr., auf dem Friedhof (Karte) |           |              |    |
| BW   | Mahnmal                              | Thal, Friedhofstraße o. Nr., auf dem Friedhof (Karte) |           |              |    |
| BW   | Grabstein                            | Thal, Friedhofstraße o. Nr., auf dem Friedhof (Karte) |           |              |    |
| BW   | Wohnhaus                             | Thal, Lindenstraße 16 (Karte)                         |           |              |    |
| BW   | Wohnhaus                             | Thal, Lindenstraße 4 (Karte)                          |           |              |    |
| BW   | Gartenhaus                           | Thal, Rösickestraße 23 (Karte)                        |           |              |    |
| BW   | Wohnhaus                             | Thal, Rösickestraße 23a (Karte)                       |           |              |    |
| BW   | Nebengebäude                         | Thal, Rösickestraße 23a (Karte)                       |           |              |    |
| BW   | Mühle, sogenannte Thalmühle          | Thal, Ruhlaer Straße 5 (Karte)                        |           |              |    |
| BW   | Wohnhaus                             | Thal, Schulstraße 1, 2 (Karte)                        |           |              |    |
| BW   | Schule mit Ausstattung               | Thal, Schulstraße 7 (Karte)                           |           |              |    |

## Abgegangene Einzeldenkmale
| Bild                           | Bezeichnung | Lage                                     | Datierung | Beschreibung                                                                               | ID  |
| ------------------------------ | ----------- | ---------------------------------------- | --------- | ------------------------------------------------------------------------------------------ | --- |
| weitere Bilder Fotos hochladen |             | Ruhla, Alexander-Puschkin-Straße (Karte) |           | Die ruinöse Bausubstanz wurde im Mai 2018 abgetragen, das Baudenkmal existiert nicht mehr! | 900 |